# 14327 Lemke
14327 Lemke este un asteroid din centura principală de asteroizi.

## Descriere
14327 Lemke este un asteroid din centura principală de asteroizi. A fost descoperit pe 16 martie 1980 la Observatorul La Silla de Claes-Ingvar Lagerkvist. El prezintă o orbită caracterizată de o semiaxă mare de 3,00 ua, o excentricitate de 0,16 și o înclinație de 8,7° în raport cu ecliptica.